# Проць Любов Іванівна
Любо́в Іва́нівна Проць (28 квітня 1959) — українська поетеса, педагог.

## Життєпис
Народилася в смт Дубляни (Самбірський район, Львівська область). Після закінчення філологічного факультету Дрогобицького педагогічного інституту ім. Івана Франка працювала вчителькою української мови та літератури в Чернихівській середній школі. Викладала в рідному виші. Потім повернулася у своє селище, де працює вчителем Дублянської середньої школи. Була депутатом Львівської обласної ради першого демократичного скликання.

## Творчий доробок
Вірші Любов Проць друкувалися в обласних та республіканських газетах, у часописах «Жовтень», «Дніпро», «Дзвін», «Березіль», «Ранок», в альманасі «Поезія», а також в українськомовній газеті «Свобода» (США). У 1990 р. Любов Проць видала першу поетичну збірку «Дубляни», за яку була прийнята до Спілки письменників України. 1995 р. надрукована збірка її поезій «Горобина ніч», а 2008 р. — «Група крові». а 2022 р. — «Тінь Прокруста».
Відзнаки:
1992 - літературна премія імені Василя Симоненка НСПУ
2022 - «Поезія – імені Маркіяна Шашкевича»
2023 - літературна премія імені Данила Кононенка Черкаської області.

## Про творчість Любові Проць
|                                                  | Я завжди щиро вірив у твій талант. А тут така несподіванка: не збірочка, а книга, підсумок багатолітньої праці! І на якій би сторінці не розгорнув — усюди справжня талановита поезія. Нема баласту! Який я радий за тебе! Ти, мабуть, одна-єдина з сільських учительок, яка досягла такої досконалої поетичної вершини |
| — Роман Іваничук про збірку поезій «Група Крові» | |